# Bye-Bye (ブラックビスケッツの曲)
Bye-Bye（バイバイ）は、音楽ユニット・ブラックビスケッツの4枚目のシングル。1999年5月26日にBMG JAPAN（現・ソニー・ミュージックレーベルズ）から発売された。

## 概要
日本テレビ系バラエティ「ウッチャンナンチャンのウリナリ!!」から誕生したブラックビスケッツ。発売から2ヶ月間と、ケディが帰国を発表した2000年11月3日にエンディングテーマとして使用された。
新メンバーのケディを迎えて、4人体制としては初のシングルだったが、結果的に自身最後のシングルになってしまった（後述）。
- サビでは、メロディをビビアンと南々見狂也が、ハーモニーを天山とケディがそれぞれ務めている。
- 「ウリナリ!!」から出された新メンバー加入の条件の一つ『発売から2ヵ月でデビュー曲「STAMINA」の売上（オリコン調べで76.3万枚）を上回る』を達成できなかったため、南々見とケディの脱退が決定。以降、ブラックビスケッツとしては活動休止となった。
- 「ウリナリ!!」内で発表された発売2ヶ月での売上枚数はオリコン調べで41.8万枚だった。

## 収録曲
1. Bye-Bye
作詞：森浩美&ブラックビスケッツ、作曲：川上明彦、編曲：大坪直樹
アルバムバージョンを1stアルバム『LIFE』に収録。
2. Bye-Bye（オリジナル・カラオケ）
3. Bye-Bye（北京語Ver）
シークレットトラック

## 収録曲（台湾盤）
1. 再見
中国語詞：黄大軍&謝銘祐（中国語版）
ビビアン・スーのアルバム『絶対収蔵徐若瑄』に収録。
2. 再見（REMIX）
Remix：佐藤雅彦
1stアルバム『LIFE』に収録。
3. 再見（オリジナル・カラオケ）